# Klášter Wąchock
Klášter ve Wąchocku je polské cisterciácké opatství, asi 40 km jižně od Radomi.

## Historie
Klášter ve Wąchocku byl založen v roce 1179 krakovským biskupem Gedeonem, který k jeho založení pozval cisterciácké mnichy z opatství Morimond v Burgundsku. Ve 13. století byl klášter několikrát obléhán mongolskými nájezdníky, kteří v okolí loupili a zabili i několik mnichů. V 16. století byl klášter renesančně upravován, následně vyhořel a v letech 1636–1643 byl důkladně rekonstruován. Roku 1656 byl klášterní kostel zničen Švédy a v následujících třech letech opětovně rekonstruován. Klášterní kostel byl nadále upravován v průběhu celého 18. století.
V roce 1819 byl klášter, v návaznosti na bulu Ex imposita Nobis papeže Pia VII., z nařízení primasa Franciszka Skarbka-Malczewskiego zrušen a mnišský konvent se musel rozejít. V roce 1951 byl klášter obnoven jako filiace opatství Mogiła. Klášter řídil převor, v roce 1964 mohl být opět volen opat. Současným (2014) opatem je Eugeniusz Ignacy Augustyn.